# (11824) Alpaidze
(11824) Alpaidze – planetoida pasa głównego okrążająca Słońce w ciągu 4 lat i 106 dni w średniej odległości 2,64 j.a. Została odkryta 16 września 1982 roku w Krymskim Obserwatorium Astrofizycznym przez Ludmiłę Czernych. Nazwa planetoidy pochodzi od Galaktiona Alpaidze, radzieckiego generała gruzińskiego pochodzenia – wieloletniego dyrektora kosmodromu Plesieck. Przed jej nadaniem planetoida nosiła oznaczenie tymczasowe (11824) 1982 SO5.